# San Vicente del Palacio
San Vicente del Palacio – gmina w Hiszpanii, w prowincji Valladolid, w Kastylii i León, o powierzchni 37,9 km². W 2011 roku gmina liczyła 193 mieszkańców.